# Blue Lu Barker
Louisa „Blue Lu“ Barker (auch Blu Lu Barker, * 13. November 1913 in New Orleans als Louisa Dupont; † 7. Mai 1998 ebenda) war eine US-amerikanische Jazz- und Bluessängerin.

## Leben
Blue Lu Barker war bereits seit ihrem 14. Lebensjahr mit Danny Barker verheiratet, mit dem sie 1930 nach New York City zog. In den 1930er und 1940er Jahren stand sie häufig mit Cab Calloway und Jelly Roll Morton auf der Bühne. Sie machte zwischen 1938 und 1939 und danach wieder in den 1940er Jahren mit dem Orchester ihres Mannes Plattenaufnahmen, bei denen auf einer Session auch Charlie Parker beteiligt war. Ihre bekanntesten Titel waren I Got Ways Like The Devil, New Orleans Blues, He Caught The B and O und Don't Make Me High (von 1938), ferner „Don't You Feel My Leg?“ und „Leave My Man Alone“. Die Sängerin konnte nur zwei Hits in den Billboard Top 30 landen, im November 1938 „Don't Make Me High“ (#15) für Decca, begleitet von Benny Carter, Buster Bailey, Sam Price, Danny Barker und Wellman Braud.  1946 folgten mit Danny Barkers Sextett weitere Platteneinspielungen für Apollo; 1947 trat sie in der Radiosendung This Is Jazz auf, begleitet von Wild Bill Davison, George Brunies, Albert Nicholas, Joe Sullivan, Danny Barker, Pops Foster und Baby Dodds.
In Los Angeles nahm Barker 1948 für Capitol mit Orchesterbegleitung Titel wie „What Did You Do for Me?“ und den Harvey-Brooks-Song „A Little Bird Told Me“ auf, mit dem sie im Dezember 1948 auf #4 der R&B-Charts kam; weitere Titel entstanden 1949 in New Orleans, begleitet von Danny Barker und seiner Band. In den 50ern nahm sie u. a. auch Willie Pajeaud's New Orleans Band auf; 1955 mit Doc Souchon („I Wish I Could Shimmy Like My Sister Kate“), 1965 mit George Finola. Nach ihrer Rückkehr nach New Orleans 1966 waren Blu Lu und Danny Barker als Musikpädagogen und Mentoren für junge Musiker der New Orleans Jazz Tradition aktiv. Letzte Aufnahmen entstanden 1989, als sie auf dem New Orleans Jazz & Heritage Festival mit Danny Barker & His Jazz Hounds gastierte. Im Bereich des Jazz war sie zwischen 1938 und 1998 an 21 Aufnahmesessions beteiligt. 1991 wurde sie von der St. Mary’s Academy geehrt; 1997 wurde sie in die Louisiana Blues Hall of Fame aufgenommen. Ihr Begräbnis wurde im Fernsehen übertragen.
Trotz ihres geringen Stimmumfangs beeinflusste sie mit suggestiven Songs wie „Don't You Feel My Leg?“ und ihrer damenhaften Bühnenpräsenz die junge Sängerin Billie Holiday.